# Эквадорский сукре

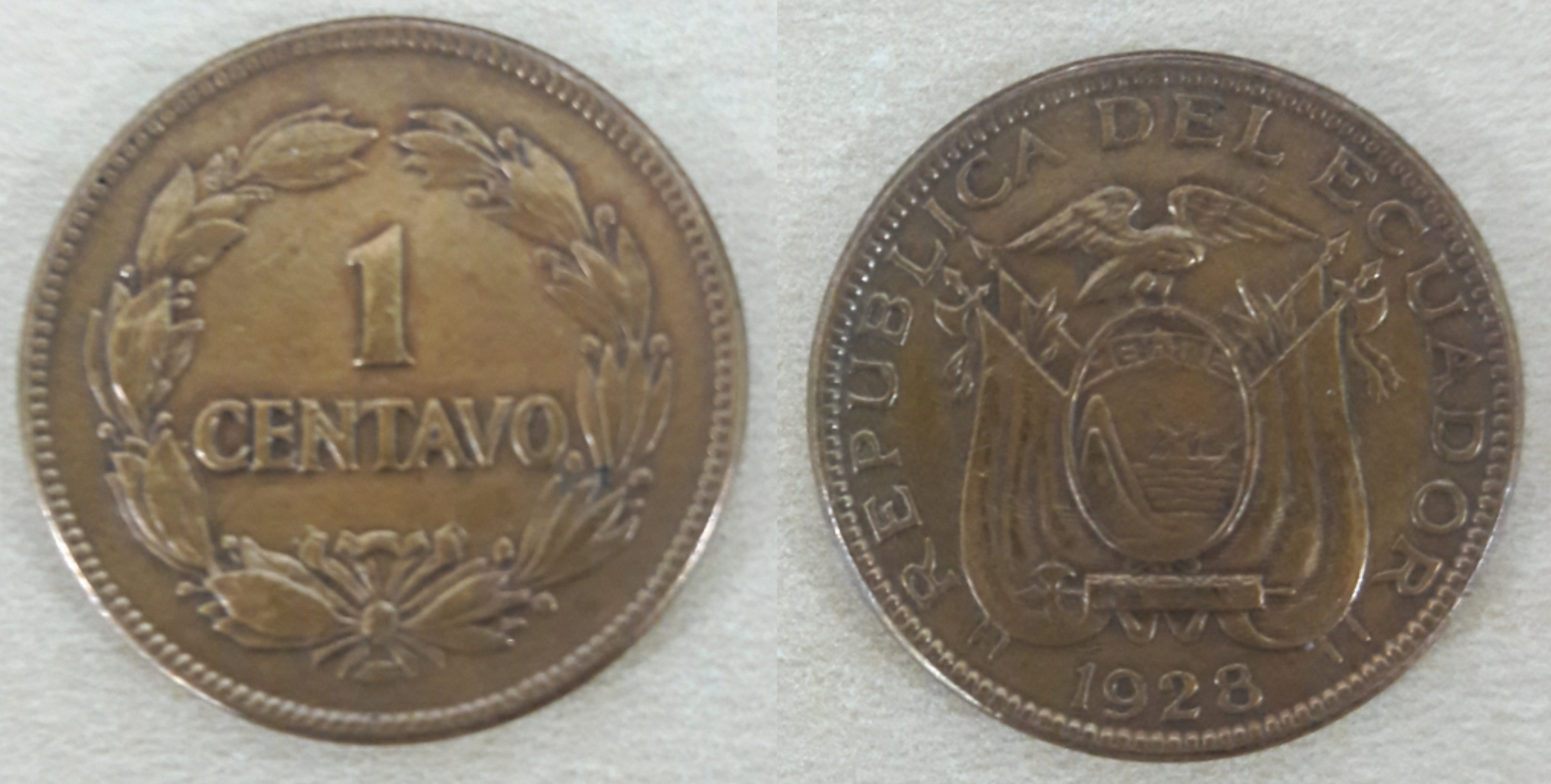

Сукре (исп. Sucre или Sucre ecuatoriano) — денежная единица Эквадора с 1884 по 2000 год. Названа в честь освободителя страны Антонио Хосе Сукре.
Из-за гиперинфляции данная национальная валюта в 2000 году была отменена при полной долларизации экономики страны.
В апреле 2000 года сукре постепенно начал заменяться долларом, обменный курс был установлен: 1 доллар = 25000 сукре. С 10 сентября 2000 года единственным платёжным средством Эквадора стал доллар США. При этом Центральный банк Эквадора продолжает выпускать собственную дробную валюту — эквадорское сентаво.

## Банкноты
XIX век
|                                                                             |                                   |
| Антонио Сукре на денежной единице 1 сукре Эквадора образца 1884 года. Аверс | 1 сукре образца 1884 года. Реверс |

XX век
|                                   |                                    |
| 5 сукре 1920. Banco Sur Americano | 5 сукре, 1920. Banco Sur Americano |

|                                                                                |                                              |
| 1 сукре 1920: каравеллы Пинта, Нинья, Санта-Мария. Banco Sur Americano. Реверс | 100 сукре, 1920. Banco Sur Americano. Реверс |

| | |
| 20 сукре 1920: «Колумбу за его открытия был пожалован герб, на котором замок Кастилии и лев Леона соседствовали с изображениями открытых им островов, а также якорей — символов адмиральского титула». Banco Sur Americano. Аверс | 20 сукре, 1920: Христофор Колумб высаживается на остров открытой им Америки. Banco Sur Americano. Реверс |

| Аверс и реверс | Номинал | Размер      | Основные цвета         | Изображения              |
| -------------- | ------- | ----------- | ---------------------- | ------------------------ |
|                | 5       | 140 x 65 мм | Красный                | Антонио Сукре            |
|                | 10      | 140 x 65 мм | Синий                  | Себастьян де Белалькасар |
|                | 20      | 140 x 65 мм | Кремовый               | Церковь иезуитов в Кито  |
|                | 50      | 140 x 65 мм | Зелёный                | Монумент в Гуаякиле      |
|                | 100     | 140 x 65 мм | Фиолетовый             | Симон Боливар            |
|                | 500     | 140 x 65 мм | Синий                  | Эухенио Эспехо           |
|                | 1000    | 140 x 65 мм | Зелёный                | Руминьяви                |
|                | 5,000   | 140 x 65 мм | Коричневый, фиолетовый | Хуан Монтальво           |
|                | 10,000  | 140 x 65 мм | Коричневый, зелёный    | Висенте Рокафуэрте       |
|                | 20,000  | 140 x 65 мм | Коричневый, голубой    | Габриель Гарсия Морено   |
|                | 50,000  | 140 x 65 мм | Коричневый, оранжевый  | Элой Альфаро             |